# Zagarolo
Zagarolo est une commune de la ville métropolitaine de Rome Capitale, dans le Latium, en Italie.

## Géographie
Zagarolo est située à 36 km à l'est de Rome. Le territoire de la commune s'élève à une altitude moyenne de 310 mètres.
Les communes limitrophes de la ville sont Gallicano nel Lazio, Monte Compatri, Palestrina, Rome et San Cesareo. L'unique frazione de Zagarolo est Valle Martella.

## Administration
| Période                                  | Période     | Identité        | Étiquette | Qualité |
| ---------------------------------------- | ----------- | --------------- | --------- | ------- |
| 5 avril 2005                             | 30 mai 2015 | Daniele Leodori |           |         |
| 31 mai 2015                              | En cours    | Lorenzo Piazzai |           |         |
| Les données manquantes sont à compléter. |             |                 |           |         |

## Culture
- Dernier Tango à Zagarol

## Monuments et patrimoine
- Les palais Rospigliosi, Gonfalonieri et della Giustizia.
- L'église San Pietro Apostolo (1717-1722), de style baroque avec un dôme circulaire de 46 mètres de hauteur entièrement peint en trompe-l'œil.
- L'église San Lorenzo Martire.
- L'église Santissima Annunziata.
- L'église Divin Salvatore.
- L'église Santa Maria Regina della Valle à Valle Martella.
- Le sanctuaire Madonna delle Grazie.

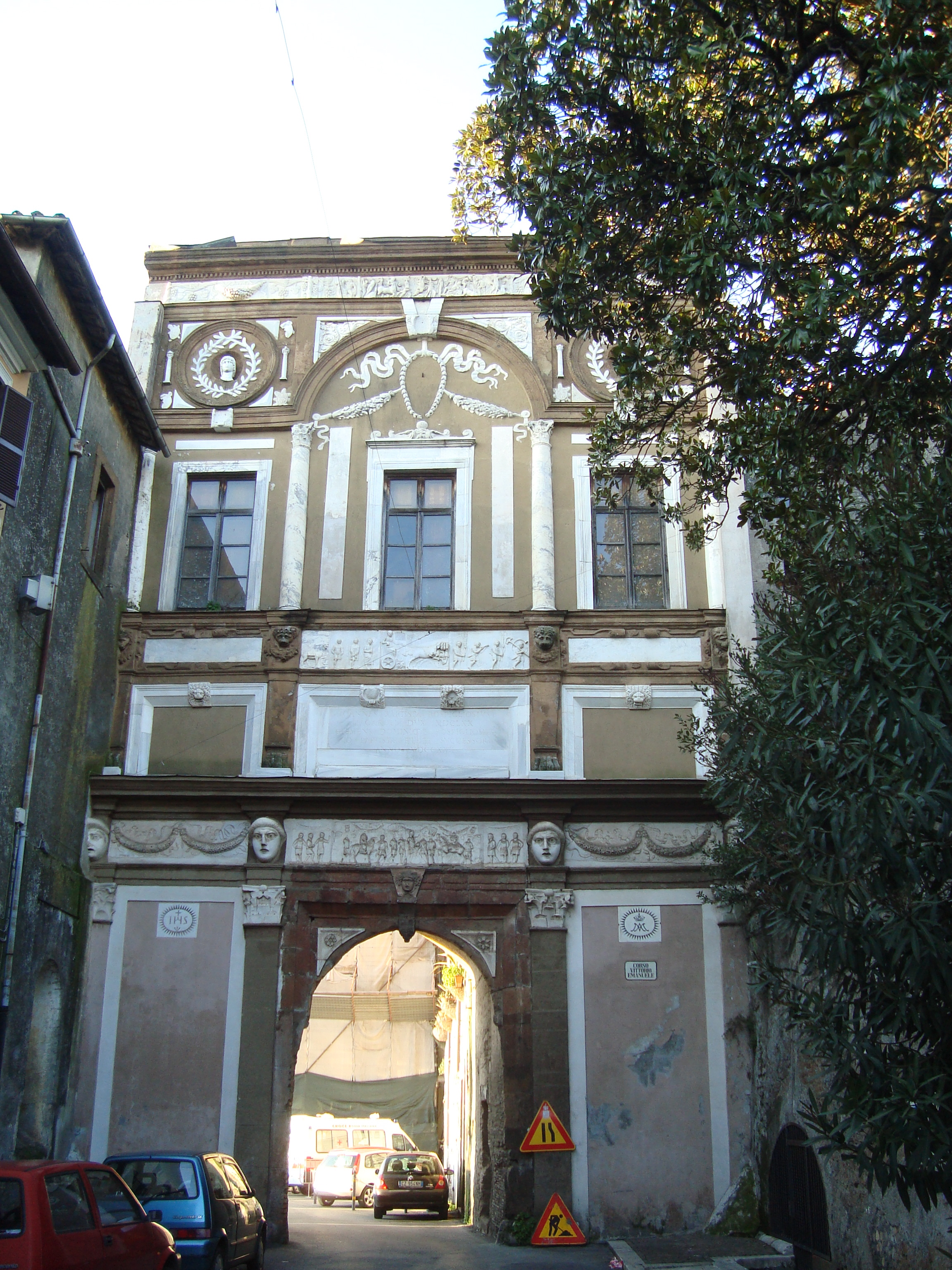
Porte de la ville attenante au Palazzo Rospigliosi.
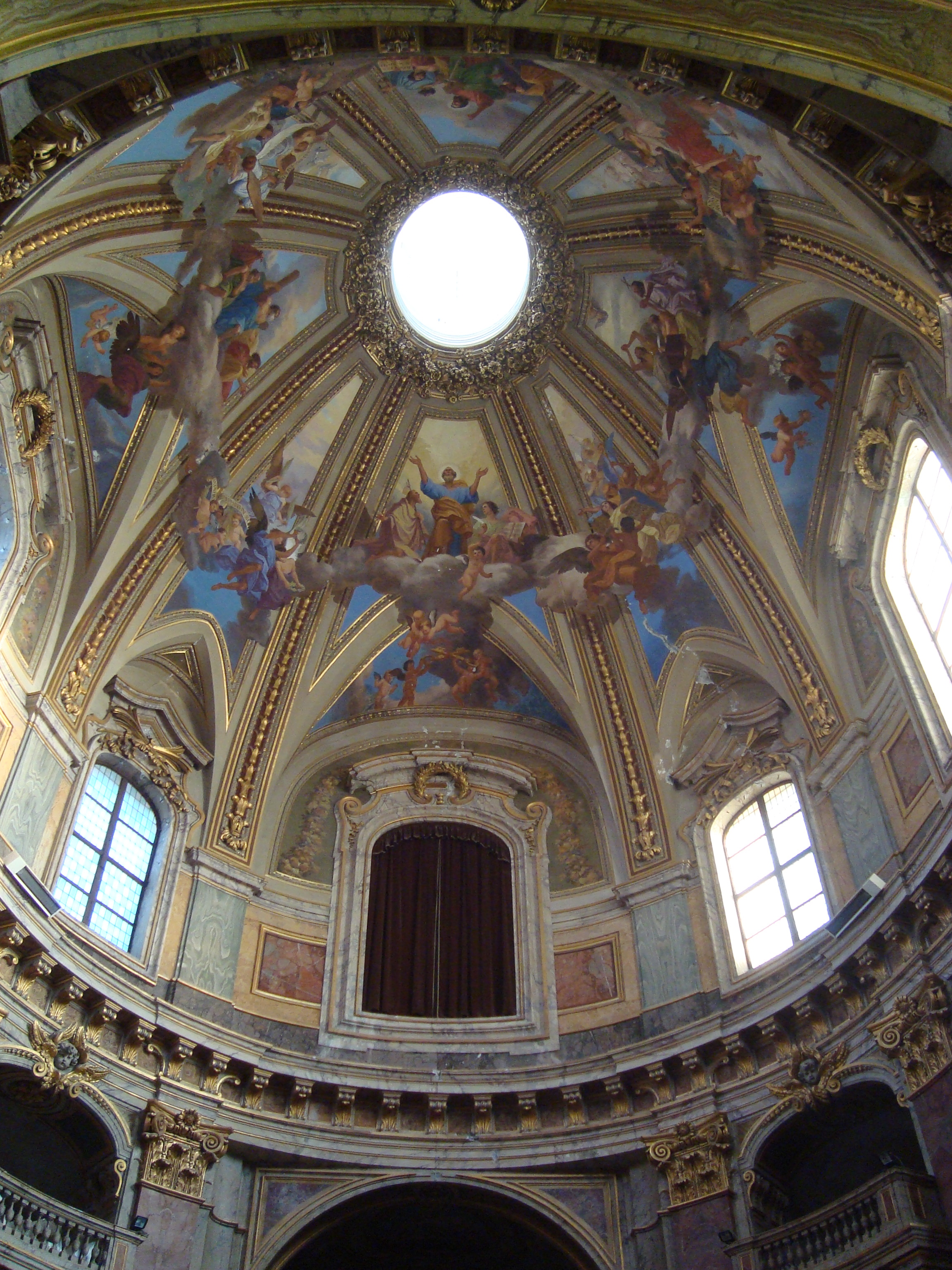
La coupole du Duomo San Pietro.
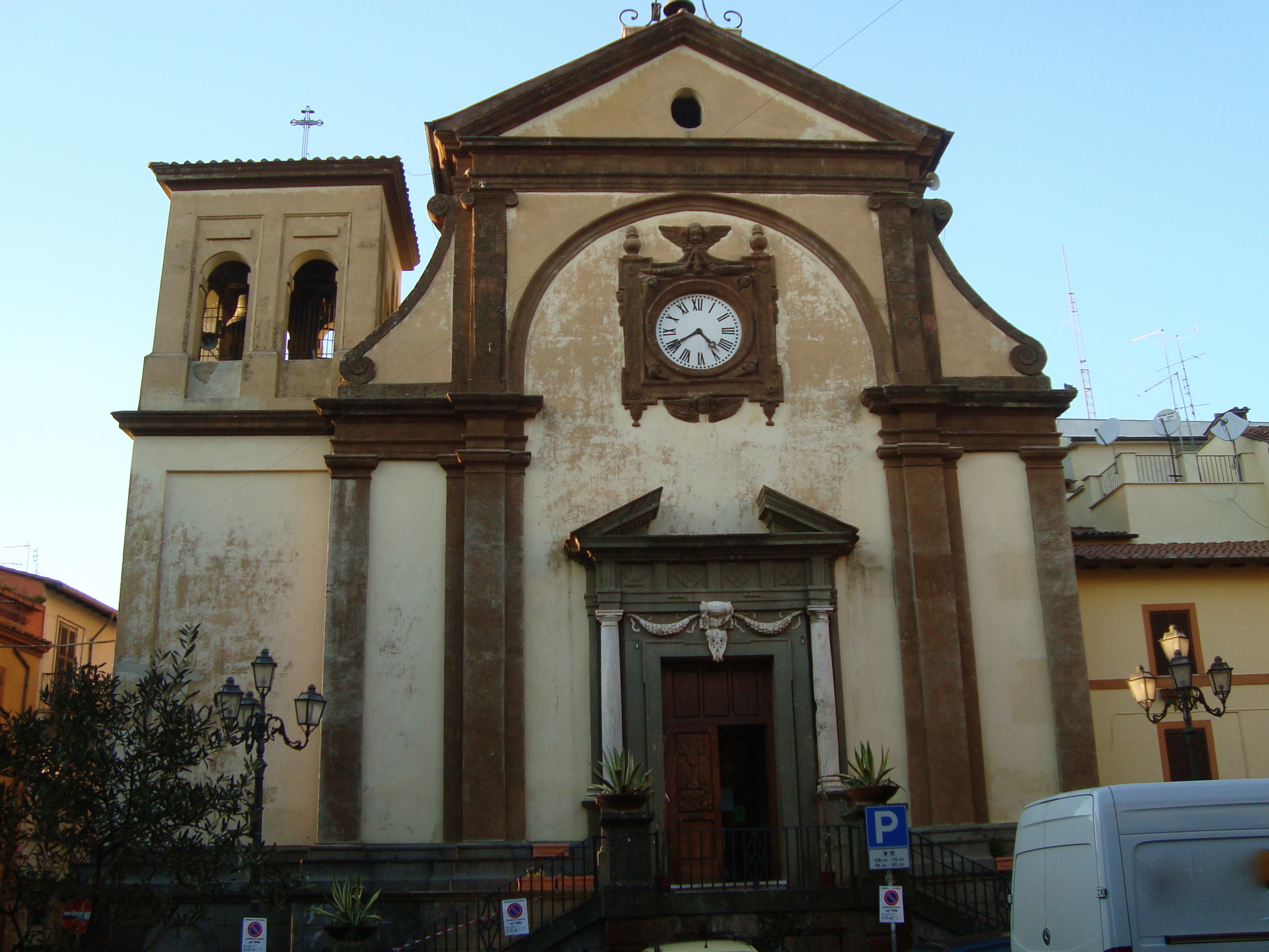
L'église San Lorenzo.

## Personnalités liées à la commune
- Angelo Infanti
- Adelfino Mancinelli
- Goffredo Petrassi
- Giulio Sabbi